# The Murder Capital
The Murder Capital est un groupe irlandais de post-punk de Dublin . 

## Histoire
Le groupe commence à se produire en 2015 et signe avec Human Season Records en 2018 avant de sortir ses premiers singles en 2019. 
Le 16 août 2019, The Murder Capital a sorti son premier album studio, When I Have Fears, produit par Flood. Une tournée d'automne a lieu en promotion de leur album. 

## Style
Le groupe a souvent été comparé à plusieurs groupes post-punk et art punk issus du Royaume-Uni à la fin des années 2010, tels que Idles, Slaves, Shame et ainsi qu'un autre groupe irlandais Fontaines DC. Cette comparaison fait aussi suite à des tournées avec ces groupes,. 
Damien Morris, dans le journal The Guardian, décrit l'univers musical du groupe comme  « remontant aux sons de batterie de Joy Division, entrelacés avec des basses qui déferlent encore et encore. L'astuce calme-fort-silencieux de Pixies est là, tout comme Shame et Savages, tandis que PJ Harvey et les Bad Seeds infestent des pistes telles que Green & Blue. » 

## Engagement
Comme d'autres groupes post-punk de la même période, IDLES entre autres, le groupe compose des chansons engagées politiquement. En décrivant les thèmes de leur musique, le groupe a confié au magazine DIY exprimer un fort désir d'amélioration dans leur ville natale : « On dirait juste qu'il y a des tas de putains d'hôtels qui sont construits à Dublin, là où il pourrait y avoir de nouveaux logements. Il y a des grues dans toute la ville. Il y en a une sur George's Street en ce moment, ils détruisent cette belle maison géorgienne, j'ai demandé au constructeur ce que ça allait être, et ça se transforme en putain de Premier Inn. Le groupe ajoute : « les hôtels ne sont que le miroir du sans-abrisme, du suicide, et des problèmes de santé mentale. Le manque de services à la disposition de personnes qui ne sont même pas issues de la classe moyenne ». Nous voulons juste en parler autant que possible, et nous assurer que le gouvernement sache que nous ne sommes pas satisfaits des standards actuels. Les gens ont de vrais problèmes dans leur vie et ils ont besoin d'un endroit pour parler de ces choses au-delà de leurs amis et de leur famille. C'est comme s'il n'y avait pas d'excuses. Je connais de mauvaises choses qui sont arrivées à des gens qui étaient évitables. » 

## Membres
The Murder Capital est composé de :
- James McGovern – chant
- Damien Tuit – guitare
- Cathal Roper – guitare
- Gabriel Paschal Blake – basse
- Diarmuid Brennan – batterie

## Discographie

### Album studio
| Titre             | Détails                                                 | Position maximale dans les classements | Position maximale dans les classements |
| Titre             | Détails                                                 | IRE                                    | UK                                     |
| ----------------- | ------------------------------------------------------- | -------------------------------------- | -------------------------------------- |
| When I Have Fears | - Sortie: 16 août 2019 - Label: Human Season Records    | 2                                      | 18                                     |
| Gigi's Recovery   | - Sortie: 20 janvier 2023 - Label: Human Season Records |                                        |                                        |
| Blindness         | - Sortie: 25 février 2025 - Label: Human Season Records |                                        |                                        |

### Singles
| Titre               | Année |
| ------------------- | ----- |
| Feeling Fades       | 2019  |
| Green & Blue        | 2019  |
| Don't Cling to Life | 2019  |
| More is Less        | 2019  |
| Heart in the hole   | 2023  |